# Turnera grandiflora
Turnera grandiflora är en passionsblomsväxtart som först beskrevs av Urban, och fick sitt nu gällande namn av M.M. Arbo. Turnera grandiflora ingår i släktet Turnera och familjen passionsblomsväxter. Inga underarter finns listade i Catalogue of Life.